# Daniel Končal
Daniel Končal (* 16. September 1982 in Komárno) ist ein slowakischer Volleyballspieler.

## Karriere
Končal begann seine Karriere 1998 bei VKP Bratislava. Von 2004 bis 2006 spielte er in der österreichischen Liga zunächst für Supervolley Enns und dann für Union Volleyball Arbesbach, bevor er für eine Saison nach Bratislava zurückkehrte. Dort gewann er 2007 den slowakischen Pokal. Anschließend wechselte er in die finnische Liga zu Kempeleen Lentopallo und 2009 zu ČZU Prag. 2010 wurde der Zuspieler vom österreichischen Bundesligisten Hypo Tirol Innsbruck verpflichtet. Mit dem Verein wurde er 2011 und 2012 österreichischer Meister. Am 23. Juni 2012 gab er in einem Spiel der Europaliga sein Debüt in der slowakischen Nationalmannschaft. In der Saison 2012/13 gewann er mit Bratislava das Double aus Meisterschaft und Pokal. Danach wechselte er nach Frankreich zu Asnieres Paris. 2015 erreichte Končal mit der Nationalmannschaft den fünften Platz bei den Europaspielen in Baku. In der folgenden Saison spielte er wieder bei ČZU Prag und 2016/17 bei ČEZ Karlovarsko. Im Dezember 2017 wurde er vom deutsch-österreichischen Bundesligisten Hypo Tirol Alpenvolleys Haching verpflichtet.  Mit den Alpenvolleys erreichte er in den Bundesliga-Playoffs das Halbfinale. Das gleiche Ergebnis gab es in der Saison 2018/19.